# Nikos Skalkottas
Nikos Skalkottas (født 21. marts 1904 i Halkis, Grækenland, død 20. september 1949 i Athen, Grækenland) var en græsk komponist.
Han var fra 1921 til 1933 bosat i Berlin. 
Hans værker er for det meste komponeret med tolvtone-teknik.
Han har komponeret 2 symfonier, sinfonietta, klaverkoncerter, violinkoncert etc.

## Udvalgte værker
- Symfoni (i en sats) (1943-1944) - for stort orkester
- Klassisk Symfoni (1947) - for blæserorkester, 2 harper og strygeinstrumenter
- Symfonisk suite nr. 1 (1935) - for orkester
- Symfonisk suite nr. 2 (1945-1946-1949) - for orkester
- Sinfonietta (1948-1949) - for orkester
- 3 Klaverkoncerter (1931, 1937, 1939) - for klaver og orkester
- "Odysseus tilbagevenden" (1942) (overture) - for orkester